# Gia Tân, Gia Viễn
Gia Tân là một xã thuộc huyện Gia Viễn, tỉnh Ninh Bình, Việt Nam.

## Địa lý
Xã Gia Tân nằm ở phía đông nam huyện Gia Viễn, cách trung tâm thành phố Ninh Bình 14 km, có vị trí địa lý: 
- Phía đông giáp xã Gia Xuân và xã Gia Trấn
- Phía nam giáp huyện Hoa Lư
- Phía tây giáp xã Gia Thắng và xã Gia Tiến
- Phía bắc giáp các xã Gia Xuân, Gia Lập, Gia Thanh.

Xã Gia Tân có diện tích là 7,95 km², dân số năm 2019 là 8.208 người, mật độ dân số đạt 1.033 người/km².
Đây là một xã nằm bên sông Hoàng Long và có đường Quốc lộ 1 xuyên Việt đi qua. Xã này nằm trên tỉnh lộ 477 nối từ ngã ba Gián Khẩu (Quốc lộ 1) qua thị trấn Me đến Ngã ba Chạ (ĐT 479).

## Kinh tế
Khu công nghiệp Gián Khẩu Lưu trữ ngày 27 tháng 12 năm 2013 tại Wayback Machine (thuộc địa bàn các xã Gia Trấn, Gia Tân, Gia Xuân, Gia Thanh, Gia Lập, huyện Gia Viễn). Tổng diện tích là 262ha. Đây là khu công nghiệp đa ngành như dệt may; cơ khí sản xuất, lắp ráp; sản xuất vật liệu xây dựng; Sản xuất, lắp ráp điện tử.
Chợ Hối - Thôn Vân - Xã Gia Tân là chợ quê trên địa bàn Gia Viễn nằm trong danh sách các chợ loại 1, 2, 3 ở Ninh Bình từ năm 2008.

## Văn hóa
Tính đến năm 2010, Gia Tân có 3 di tích cấp quốc gia là 3 ngôi đình: Đình Trùng Hạ, Đình Trùng Thượng, Đình Vân Thị. Những ngôi đình này thờ Tô Hiến Thành, Trần Quốc Tảng và Đông Hải Đại Vương. Đây cũng là xã được công nhận Anh hùng lực lượng vũ trang nhân dân Lưu trữ ngày 15 tháng 3 năm 2016 tại Wayback Machine.